# Kukur alközség
Kukur alközség harmadik szintű közigazgatási egység Albánia délkeleti részén, Gramsh városától légvonalban 15, közúton 30 kilométerre keleti irányban, a Valamara-hegység és a Shpat-hegység találkozásánál, a Vërça vízrendszerének forrásvidékén. Elbasan megyén belül Gramsh község része. Székhelye Kukur falu, további települései Grazhdan, Griba, Kalaj, Mukaj, Rashtan, Rmath, Snosma, Sojnik és Vreshtas. A 2011-es népszámlálás alapján az alközség népessége 2560 fő.
A Valamara-hegység nyugati és a Shpat-hegység déli, túlnyomórészt középhegységi peremvidékén terül el. A legmagasabb csúcsok az alközség keleti szegélyén emelkednek: Lukova-hegy (Maja e Lukovës, 1926 m), Komjan-hegy (Maja e Komjanit, 1791 m), Kis-Kosorr-hegy (Maja Kosorri i Vogël, 1767 m) és Pupat-hegy (Maja e Pupatit, 1666 m). Innen délnyugati irányban 500-700 méterig csökken a tengerszint feletti magasság. A terület vízhálózata sűrű, az alközség területén található a Griba, a Kosora, a Gjaça és a Kishevica forrásvidéke, amelyek a Vërçában egyesülve délnyugati irányban hagyják el a vidéket és Kodovjatnál táplálják a Devollt. A terület egyetlen jelentősebb állóvize az alközség déli határán fekvő Dushk-tó (Liqeni i Dushkut). A közúthálózat fejletlen, a Devoll völgyében futó SH71-es úttal a Vërça folyásával párhuzamos, rossz minőségű, csapadékos időben járhatatlan másodrendű út köti össze.